# Erny-Saint-Julien
Erny-Saint-Julien – miejscowość i gmina we Francji, w regionie Hauts-de-France, w departamencie Pas-de-Calais.
Według danych na rok 1990 gminę zamieszkiwało 301 osób, a gęstość zaludnienia wynosiła 56 osób/km² (wśród 1549 gmin regionu Nord-Pas-de-Calais Erny-Saint-Julien plasuje się na 928. miejscu pod względem liczby ludności, natomiast pod względem powierzchni na miejscu 647.).